# Epidendrum cusii
Epidendrum cusii är en orkidéart som beskrevs av Eric Hágsater. Epidendrum cusii ingår i släktet Epidendrum och familjen orkidéer. Inga underarter finns listade i Catalogue of Life.